# Abbotsley
Abbotsley – wieś w Anglii, w hrabstwie Cambridgeshire, w dystrykcie Huntingdonshire. Leży 23 km na zachód od miasta Cambridge i 77 km na północ od Londynu. Miejscowość liczy 425 mieszkańców.